# La hora del silencio
La hora del silencio é uma telenovela mexicana produzida pela Televisa e exibida pelo El Canal de las Estrellas entre 27 de abril e 7 de setembro de 1978.
Foi a primeira mini telenovela semanal exibida nas quintas feiras às 17:30.

## Sinopse
Curro Montes sonhou desde a infância de ser um grande toureiro como seu pai. Sua mãe Soledad está angustiada com o pensamento de perder seu único filho no ringue. Com o apoio de seu padrinho Gaspar, Curro está preparado para um dia usar o terno das luzes. 
Miguel Romero é um assassino famoso até um dia ele enfrenta um touro que o deixa coxo e termina com sua brilhante carreira. Miguel descobre que o touro não era estranho para a arena como deveria, mas já a usou para treinar toreros amadores de forma clandestina.
Ao descobrir que este toureiro era Curro Rivera, Miguel jura vingar-se dele. Para isso ele usa a ambiciosa Barbara, seu amante. Curro torna-se um toureiro e se torna famoso com Barbara ao seu lado e consegue evitar as muitas armadilhas de Miguel, até que um dia seu verdadeiro amor atravesse seu caminho. Curro se apaixona pelo inocente Maribel e se casa com ela sem saber que ela é a filha de Miguel. 

## Elenco
- Gloria Marín - Soledad
- Curro Rivera - Curro Montes
- David Reynoso - Gaspar
- Helena Rojo - Barbara
- Germán Robles - Miguel Romero
- Alma Delfina - Maribel
- Jaime Garza
- René Casados